# Lijst van historische orden van Frankrijk
Frankrijk heeft in zijn verschillende opeenvolgende staatsvormen diverse ridderorden en Orden van Verdienste gekend. Hieronder de volgorde waarin zij in Frankrijk werden ingesteld of ingelijfd en de oorsprong van de Orde:751 - 987: Karolingische Periode

## De laatste jaren van het Romeinse Rijk,het Koninkrijk der Franken onder deMerovingersen deKarolingische Periode(485 - 987)
- De Orde van de Heilige Remigius 485 (waarschijnlijk een legende)
- De Orde van de Haan en de Hond 496 (waarschijnlijk een legende)
- De Orde van de Eik 723 (waarschijnlijk een legende)

## Koninkrijk Frankrijk (Capetingische Periode987 - 1328)
- De Orde van de Leeuw (1080)
- De Orde van Sint-Lazarus (1099)
- De Orde van de Tempel, ook Tempeliers genoemd, werd in 1118 in Jeruzalem door zeven Franse ridders gesticht. De Orde had haar hoofdkwartier in Parijs maar was zozeer door heel Europa verspreid dat men de Orde niet tot de zuiver Franse Orden kan rekenen.
- De Orde van Onze Lieve Vrouwe van de Behoeftigen van Aubrac (1120)
- De Orde van de Heilige Geest van Montpellier (1198)
- De Orde van de Vrede en het Geloof (1229)
- De Orde van het Schip en de Mossel (1269)
- De Orde van het Geloof in Jezus Christus (eerste helft van de 13e eeuw)
- De Orde van de Pinksterbloem (1234)

## Koninkrijk Frankrijk (Valoisperiode1328-1589)
- De Orde van Sint-Lazarus (1099)
- De Orde van de Ster ook wel de Orde van Onze Lieve Vrouwe van het Edele Huis genoemd (1351)
- De Orde van het Gouden Schild, ook wel de Orde van het Groene Schild genoemd (1369)
- De Orde van Onze Lieve Vrouwe van de Distel (1370)
- De Orde van de Hermelijn (1381)
- De Orde van de Gordel van de Hoop (1389)
- De Orde van de Kroon (Coucy) (1390)
- De Orde van Sint-Joris (1390)
- De Orde van de Trouw (1390)
- De Orde van het Stekelvarken (1394)
- De Orde van het Lijden van Christus (1400)
- De Orde van de Witte Vrouw rond (1400)
- De Orde van de Hop rond (1400)
- De Orde van de Gouden Ketenen (1414)
- De Orde van de Hazewindhond (1416)
- De Hubertusorde (1423)
- De Orde van de Wassende Maan (Provence) (1448)
- De Orde van de Heilige Michaël (1469)
- De Orde van de Dames van de Knoop (1498)
- De Orde van de Heilige Geest (1578)
- De Orde van de Christelijke Barmhartigheid (1589)

## Koninkrijk Frankrijk (Bourbonperiode1589 - 1793)
- De Orde van Sint-Lazarus (1099)
- De Orde van de Heilige Michaël (1469)
- De Orde van de Heilige Geest (1578)
- De Orde van het Gele Lint (1600)
- De Orde van Onze Lieve Vrouwe van de Berg Karmel (1606)
- De Verenigde Orden van Onze Lieve Vrouwe van de Berg Karmel en Sint Lazarus (1608)
- De Orde van de Heilige Magdalena (1614)
- De Orde van de Verkondiging (1619)
- De Orde van het Hemelsblauwe Lint van de Heilige Rozenkrans (1645)
- De Koninklijke en Militaire Orde van de Heilige Lodewijk (1693)
- De Orde van de Derde Observantie 1701 (een "drinkorde")
- De Orde van de Bij (1703)
- De Orde van het Terras (1716)
- De Orde van het Vaandel (1723)
- De Orde van Militaire Verdienste (Frankrijk) ook "Institution du Mérite Militaire" genoemd en in alles een Orde die in drie graden werd verleend. (1759)
- De Orde van de Roos (1780)

Op 1 januari 1791 werden de Orden van de Heilige Lodewijk en de Orde van Militaire Verdienste door de Conventie, het revolutionaire parlement, samengevoegd tot de
- Militaire Decoratie (Frans: "la Décoration Militaire")

en werd de achterstelling van protestantse officieren opgeheven.

## De Eerste Franse Republiek 1793 - 1804
Het revolutionaire Frankrijk schafte in 1793 alle ridderorden van de monarchie af. Er waren wel onderscheidingen zoals medailles en erewapens.

## De Franse Republiek, het Consulaat van Napoleon Bonaparte 1800-1804
- Het Legioen van Eer was bij de oprichting strikt genomen geen ridderorde. Napoleon hield niet van ridderorden en het legioen moest ook een "echt" legioen zijn met legionairs, officieren en commandanten.Desondanks had het legioen al bij de oprichting alle kenmerken van een Orde behalve de naam.

## Het eerste Franse Keizerrijk (1804-1815)
- Het Legioen van Eer (1802)
- De Orde van de IJzeren Kroon (Frans:"Ordre de la Couronne de Fer") In 1805 voor het met Frankrijk in een personele unie verenigde Italië ingesteld.
- De Academische Palmen (1808)
- De Keizerlijke Orde van de Drie Gulden Vliezen (1809)
- De Orde van de Reünie (1811)

## Het Koninkrijk Frankrijk (de restauratie van de Bourbons, 1815-1830)
- De Orde van de Heilige Michaël (1469)
- De Orde van de Heilige Geest (1578)
- De Verenigde Orden van Onze Lieve Vrouwe van de Berg Karmel en Sint Lazarus (1608)
- De Orde van de Heilige Lodewijk (1693)
- De Orde van de Academische Palmen (1808)
- De Orde van de Gewapende Arm van Bordeaux (Frans: "Ordre du Brassard de Bordeaux") (1814)
- De Orde van het Heilig Graf in Jeruzalem (1814)
- De Orde van de Lelies (1814)
- De Orde van het Legioen van Eer (sinds 1815 ook formeel een Ridderorde maar niet meer de eerste onder de Franse onderscheidingen.)
- De Jachtorde van Sint Hubertus (1815)
- De Orde van de Trouw (Frans:"Ordre de la Fidélité") (1816)

## Het Koninkrijk Frankrijk, de julimonarchie van 1830-1848
- De Orde van het Legioen van Eer sinds 1830 de eerste in rang onder de Franse onderscheidingen en ridderorden.
- De Academische Palmen (1808)
- De Orde van het Kruis van Juli, (Frans: "Ordre de la Croix de Juillet"), in 1830 door de "Burgerkoning" Lodewijk Filips ingesteld.

## De Tweede Franse Republiek (1848-1852)
- De Orde van het Legioen van Eer (1802)
- De Academische Palmen (1808)

## Het Tweede Keizerrijk Frankrijk (1852-1870)
- De Orde van het Legioen van Eer
- De Academische Palmen (1806)
- De Orde van het Openbaar Onderricht, (Frans:"Ordre l’Instruction Publique") (1866)

## De Derde Franse Republiek (1870-1945)
- De Orde van het Legioen van Eer (1802)
- De Orde van het Openbaar Onderricht, (Frans:"Ordre l’Instruction Publique") (1866)

De Franse Republiek bezat in Azië, Afrika en Amerika een groot koloniaal rijk. Ten behoeve van dit reusachtige gebied werd een aantal "Koloniale Ridderorden" ingesteld of ingelijfd.
Het ging om:
- De Koninklijke Orde van Cambodja (Frans:"Ordre Royal du Cambodge") (1864)
- De Orde van de Ster van Anjouan (Frans:"Ordre de l'Étoile d'Anjouan") (1874)
- De Orde van de Draak van Annam (Frans:"Ordre du Dragon d'Annam") (1886)
- De Orde van Nichan El-Anouar (Frans:"Ordre du Nichan El-Anouar") (1887)
- De Orde van de Zwarte Ster (Frans:"Ordre de l'Étoile Noire") (1889)

Daarnaast stelde de Gouverneur-Generaal van Frans Indo-Chinain 1900 een
- Orde van Verdienste van Indochina (Frans: Ordre du Mérite Indochinois") in.

Frankrijk had ook in het moederland aan het Legioen van Eer niet genoeg. De verschillende ministeries stelden daarom deze door henzelf beheerde en verleende orden in:
- De Orde van Verdienste voor de Landbouw (Frans: "l'Ordre du Mérite Agricole") (1883)
- De Orde van Maritieme Verdienste (Frans:”Ordre du Mérite Maritime”) (1930)
- De Orde van Sociale Verdienste (Frankrijk) (Frans:”Ordre du Mérite social”) (1936)
- De Orde van Verdienste voor de Volksgezondheid (Frankrijk) (Frans:”Ordre de la Santé publique”) (1938)
- De Orde van Commerciële Verdienste (Frankrijk) (Frans:”Ordre du Mérite commercial”) (1939)

werd in 1961 in "Orde van Commerciële en Industriële Verdienste" omgedoopt.
In 1940 werd een Franse regering in ballingschap gevormd. Zij stelde een Ridderorde in:
- De Orde van de Bevrijding In 1940 door Charles de Gaulle in Londen ingesteld.

Ook de in Frankrijk achtergebleven Regering van Maarschalk Pétain,
 de zogenaamde "Vichy-regering", stelde twee ridderorden in:
- De Orde van de Arbeid (Frans:"Ordre National Du Travail" (1942)
- De Orde van de Francisque (Frans: "Ordre de la francisque") (1941)

## De Vierde Franse Republiek (1945-1958)
De Vierde Republiek kende een zeer groot aantal Ridderorden en onderscheidingen.Er waren in 1945 16 ridderorden.De traditionele positie van het Legioen van Eer als hoogste en meest geziene onderscheiding bleef formeel onaangetast maar de Franse ministers stichtten voor gebruik in eigen land en overzee niet minder dan 11 nieuwe orden.
- De Orde van het Legioen van Eer (1802)
- De Orde van de Bevrijding (1940)

De Franse ministeries bleven Ministeriële Orden instellen zodat er uiteindelijk 19 waren.
- De Orde van het Openbaar Onderricht, (Frans:"Ordre l’Instruction Publique") (1866) na 1955 de
- Orde van de Academische Palmen geheten.
- Orde van Verdienste voor de Landbouw (Frankrijk) (Frans: "l'Ordre du Mérite Agricole") (1883)
- Orde van Maritieme Verdienste (Frankrijk) (Frans:”Ordre du Mérite Maritime”) (1930)
- Orde van Sociale Verdienste (Frankrijk) (Frans:”Ordre du Mérite social”) (1936)
- Orde van Verdienste voor de Volksgezondheid (Frankrijk) (Frans:”Ordre de la Santé publique”) (1938)
- Orde van Commerciële Verdienste (Frankrijk) (Frans:”Ordre du Mérite commercial”) (1939)
- Orde van Ambachtelijke Verdienste (Frankrijk) (Frans:”Ordre du Mérite artisanal”) (1948)
- Orde van Toeristische Verdienste (Frankrijk) (Frans:”Ordre du Mérite touristique”) (1949)
- Orde van Postale Verdienste (Frankrijk) (Frans:”Ordre du Mérite postal”) (1953)
- Orde van Verdienste voor de zorg voor oud-strijders (Frankrijk) (Frans:”Ordre du Mérite combattant”) (1953)
- De Orde van Verdienste voor de Nationale Economie (Frans:”Ordre de l'Economie nationale”) (1954)
- Orde van Sportieve Verdienste (Frankrijk) (Frans:”Ordre du Mérite sportif “) (1956)
- Orde van Verdienste op de Werkplek (Frankrijk) (Frans:”Ordre du Mérite du Travail”) (1957)
- Orde van Militaire Verdienste (Frankrijk) (Frans:”Ordre du Mérite militaire”) (1957)
- Orde van Burgerlijke Verdienste (Frankrijk) (Frans:”Ordre du Mérite civil”) (1957)
- Orde van Kunsten en Letteren (Frans: "Ordre des Arts et des Lettres") (1957)
- Orde van Verdienste voor de Sahara (Frankrijk) (Frans:”Ordre du Mérite saharien”) (1958)
- Nationale Orde van Verdienste (Frankrijk) (Frans:" Ordre national du Mérite") (1963)

De Franse Republiek kende volgens een decreet van 1 september 1950 twee "Franse Overzeese Orden" (Frans:"Ordre de la France d' Outre-mer"), het ging om de
- Orde van de Zwarte Ster (1889)

en de
- Orde van de Ster van Anjouan (1874)

De twee Orden waren een erfenis van het koloniale tijdperk waarin onderscheidingen van gekoloniseerde staten zoals Dahomey en de Comoren in het Franse systeem van Orden werden opgenomen.De Franse regering heeft de Orde van de Zwarte Ster tot 1 januari 1964 in Europa verleend. De dekolonisatie en herstructurering van het Franse koloniale rijk, men sprak nu van de " Franse Unie" maakte ook andere aanpassingen in de Franse Ridderorden noodzakelijk.
Drie andere sinds 1896 ingelijfde Koloniale Orden, te weten:
- De Koninklijke Orde van Cambodja (Cambodja)
- De Orde van de Draak van Annam (Vietnam)

en
- De Orde van Nichan El-Anouar (Somaliland)

werden daarom op 1 september 1950 "Orden van met Frankrijk geassocieerde staten" (Frans:"Ordre des États Associés de l'Union Française"). De Franse regering verleende deze onderscheidingen zelf niet meer. In 1963 werd ook het verlenen van de twee Franse Overzeese Orden gestaakt. In hun plaats trad de nieuwe "Nationale Orde van Verdienste. Deze Orde verving vijftien van de ministeriële Orden zodat een veel overzichtelijker decoratiebeleid mogelijk werd.

## De Vijfde Franse Republiek (1958-heden)
- De Orde van het Legioen van Eer (1802)
- De Orde van de Bevrijding (1940)

De 19 Ministeriële Orden, die allen drie rangen, Commandeur, Officier en Ridder kenden, werden ieder bestuurd door een Raad die door de desbetreffende minister werd voorgezeten. De versnippering van het decoratiestelsel werd als een misstand ervaren omdat een duidelijk beleid niet mogelijk was.

Vijftien van deze orden zijn door de eerste president van de Vijfde Republiek, Charles de Gaulle opgeheven en werden op 1 januari 1964 vervangen door de
- Nationale Orde van Verdienste

maar gebleven zijn de
- Orde van de Academische Palmen (1808 of 1955)
- Orde van Verdienste voor de Landbouw (Frankrijk) (Frans: "l'Ordre du Mérite Agricole")

en de
- Maritieme Orde van Verdienste (Frankrijk) (Frans: "l'Ordre du Mérite Maritime")

Daarnaast werd de in 1956 gestichte
- Orde van Kunsten en Letteren (Frans: "Ordre des Arts et des Lettres") aangehouden.

Een nieuwe ontwikkeling is dat op 5 juni 1996 door de "Assemblée de Polynésie française", een plaatselijke volksvertegenwoordiging, een
- Orde van Tahiti Nui (Frans:"l’Ordre de Tahiti Nui") werd ingesteld.